# L'anno scorso a Marienbad
L'anno scorso a Marienbad (L'Année dernière à Marienbad) è un film del 1961 diretto da Alain Resnais. La sceneggiatura e i dialoghi sono dello scrittore Alain Robbe-Grillet, ispirato al romanzo L'invenzione di Morel dello scrittore argentino Adolfo Bioy Casares.

## Trama
La serata teatrale organizzata in un sontuoso albergo di lusso si trasforma, per una giovane spettatrice, in un complicato viaggio nella memoria. Uno sconosciuto intraprendente insiste di averla conosciuta l'anno precedente a Marienbad e di essere stato il suo amante, ma la donna non ne è affatto sicura. L'uomo desidera portarla via, ma la donna non fa altro che rimandare l'evento. Il film non rivela chi dei due abbia ragione e si perde nei numerosi flashback dei protagonisti che intrecciano passato e presente, che pronunciano pochissime battute, mantenendosi quasi sempre statici sulla scena.

## Produzione
Il film è ambientato in un palazzo a Marienbad, ricostruito in vari luoghi della Baviera: Nymphenburg, Amalienburg e nel Castello di Schleißheim.

## Accoglienza
L'anno scorso a Marienbad venne accolto con curiosità ed entusiasmo dalla critica, che giudicò rivoluzionarie le intuizioni del montaggio e della fotografia. Al Festival di Venezia del 1961 gli fu assegnato il Leone d'oro e nel 1963 fu candidato all'Oscar alla migliore sceneggiatura originale tra le proteste dei fautori incalliti del realismo.
Tuttavia, per la lentezza dei dialoghi e per la mancanza di continuità, il pubblico non lo premiò ai botteghini e il film, ritenuto incomprensibile e noioso dallo "spettatore medio", venne citato in dissacranti parodie.
(Paolo Mereghetti)

## Citazioni e omaggi
- Il film è citato in Misterioso omicidio a Manhattan (1993), diretto ed interpretato da Woody Allen, il quale protagonista risponde ironicamente alla moglie, esclamando: «Chi sapeva che erano flashback...in tutto il film!».
- Il video del brano To The End del gruppo britannico Blur è ispirato al film.

## Il gioco di Marienbad
Ecco come vanno disposti i fiammiferi:
```
     I I I I I I I

       I I I I I

         I I I

           I
```

Fece tendenza e rimase in voga il "gioco dei fiammiferi", che mostrato nel film aveva una valenza simbolica. Il gioco, una variante dell'antico Nim, consiste nel disporre 16 fiammiferi in 4 file decrescenti, rispettivamente di 7, 5, 3 e 1 elemento, come mostrato nel riquadro a sinistra: ognuno dei due giocatori, a turno, deve togliere dal tavolo un numero di fiammiferi a piacere, purché da un'unica fila. Vince chi riesce a giocare per ultimo, lasciando sul tavolo l'ultimo fiammifero all'avversario.

## Riconoscimenti
- 1961 - Festival di Venezia
  - Leone d'oro [5].